# Еймър Тауълс
Еймър Тауълс (на английски: Amor Towles) е американски писател на бестселъри в жанра съвременен и исторически роман.

## Биография и творчество
Еймър Холингсуърт Тауълс е роден на 24 октомври 1964 г. в Бостън, Масачузетс, САЩ, в семейството на Стокли и Елеанор Тауълс. Израства в Дедам и завършва престижна гимназия там. Пише още от ученическа възраст. Завършва Йейлския университет и получава магистърска степен по английска филология от Станфордския университет, където е бил сътрудник на програмата „Скоукрофт“.
За да издържа семейството си, в периода 1991-2012 г. работи като инвестиционен посредник в Ню Йорк. В края на периода се завръща към мечта си да пише с помощта на писателя Питър Матисън.
Първият ѝ му роман „Rules of Civility“ (Правила на благоприличието) е издаден през 2011 г. Главна героиня е 25-годишната Кейти Контент, която на мартини с вдовицата Ева в джаз клуб на Нова година среща красивия банкер Тинкър Грей. Случайната среща бележи началото на пътя ѝ, от секретарка на Уол Стрийт до горните етажи на нюйоркското общество, за който следва да притежава остроумие и хладнокръвие. Романът става бестселър в списъка на „Ню Йорк Таймс“ и е класиран за една от най-добрите книги на 2011 г. Френският му превод получава наградата „Фицджералд“.
Вторият му роман „Един аристократ в Москва“ е издаден през 2016 г. Годината е 1922 г. и болшевишкият трибунал осъжда граф Александър Ростов да не напуска хотел „Метропол“. В тъмна таванска стая той трябва открие нов смисъл на живота си, да направи от ограниченията предимства. Едно деветгодишно момиченце му помага да открие нов приятел и ново бъдеще. Романът също става бестселър и е преведен на много езици по света.
Еймър Тауълс живее със семейството си в Манхатън, Ню Йорк.

## Произведения
Самостоятелни романи
- Rules of Civility (2011)
- A Gentleman in Moscow (2016)
Един аристократ в Москва, изд.: ИК „Изток-Запад“, София (2018), прев. Любомир Николов-Нарви

### Новели
- Eve in Hollywood (2013)

### Сборници
- The Temptations of Pleasure (1989)